# Васудева (Чаухан)
Васудева (гінді वासुदेव; д/н — 684) — 1-й нріпа Сакамбхарі бл. 647—684 роках. Більшість відомостей про нього є міфами.

## Життєпис
Походив з однією з гілок раджпутського клану Чаухан. Є найдавнішим з відомих правителів династії Чаухан-Сакамбхара. Згідно з «Прабандхакоша» Васудева зійшов на престол у 551 році, проте це сумнівно з огляду на завершення його панування у 684 році.
Міфічний розповідь стверджує, що Васудева отримав солоне озеро Самбар у подарунок від вид'ядхари (надприродної істоти). Згідно з цією легендою, Васудева одного разу знайшов від'ядхару, який спав в царському ліжку. З його рота випала чарівна пігулка, яка давала від'ядхарі силу літати. Васудева передав її від'ядхарі. Вдячний від'ядхара представився сином Сакамбхари. Він розповів Васудеві, що богиня Парваті, задоволена відданістю Сакамбхари, жила в місцевому лісі під ім'ям «Сакамбхарі». Від'ядхара попросив Васудеву занурити меч у землю на заході сонця та поїхати на коні назад до своєї столиці, не озираючись. Той зробив так, як йому було сказано, і хвилі води пішли за ним. Утворена водойма стала солоним озером Самбар. Від'ядхара з'явився перед Васудевою і сказав йому, що озеро залишиться у володінні його нащадків.
Це практично єдине, що відомо про Васудеву. Припускають, що спочатку був незначним правителем (на це вказує його титул нріпа — вождь або правитель людей), а започаткував самостійну державу після занепаду імперії Харша у 647 році. Подробиць дій та відносин з сусідами немає. Йому спадкував син або онук Самантараджа.